# Gallneukirchen
Gallneukirchen – miasto w Austrii, w kraju związkowym Górna Austria, w powiecie Urfahr-Umgebung. Liczy 6 200 mieszkańców (1 stycznia 2015). 

## Współpraca
Miejscowość partnerska:
- Northeim, Niemcy